# 안노 히데아키
안누 히데아키(일본어: 庵野 秀明, 1960년 5월 22일 - )는 일본 야마구치현 우베시 출생의 애니메이션 · 실사(實寫) 영화 감독이다. 가이낙스를 출범시킨 주요인물이며 2006년에는 스튜디오 카라를 출범시켰다. 대표작으로는 《나디아》, 《신세기 에반게리온》, 《그 남자! 그 여자!》 등이 있다. 2002년 일본의 만화가 안노 모요코와 결혼하였다. 미야자키 하야오 감독의 《바람이 분다》에서는 주인공 호리코시 지로 목소리 역을 맡기도 하였다.

## 참여 작품 목록

### 총감독
- 《신세기 에반게리온 극장판 DEATH & REBIRTH 사도신생》 (1997년)
- 《엔드 오브 에반게리온》 (1997년)
- 《Re: 큐티 하니》 (2004년)
- 《에반게리온 신극장판 서》 (2007년)
- 《에반게리온 신극장판 파》 (2009년)
- 《에반게리온 신극장판 Q》 (2012년)

### 감독
- 《톱을 노려라! 건버스터》 (1989년)
- 《나디아》 (1990년)
- 《신세기 에반게리온》 (1995년)
- 《러브 & 팝》 (1998년)
- 《그 남자! 그 여자!》 (1998년)
- 가메라 1999 (《가메라 3 사신각성》의 메이킹 다큐멘터리)
- 《식일》(式日) (2000년)
- 《큐티 하니》 (실사 영화, 2004년)
- 《신 고질라》 (실사 영화, 2016년)

### 각본
- 《신세기 에반게리온》 (1995년)
- 《신세기 에반게리온 극장판 DEATH & REBIRTH 사도신생》 (1997년)
- 《엔드 오브 에반게리온》 (1997년)
- 《그 남자! 그 여자!》 (1998년)
- 《큐티 하니》 (실사 영화, 2004년)
- 《에반게리온 신극장판 서》 (2007년)
- 《에반게리온 신극장판 파》 (2009년)
- 《에반게리온 신극장판 Q》 (2012년)

### 감수
- 《꼬마 공주 유시》 (2002년)

### 출연
- 《라스트 레터》 (2020년) - 키시베노 소지로 역